# Notiothauma
Notiothauma is een geslacht van schorpioenvliegen uit de familie van de Eomeropidae. De wetenschappelijke naam van het geslacht is voor het eerst geldig gepubliceerd door Robert McLachlan in 1877. 
Het geslacht is monotypisch en omvat enkel de soort Notiothauma reedi.